# Cernotina lutea
Cernotina lutea är en nattsländeart som beskrevs av Oliver S. Flint Jr. 1968. Cernotina lutea ingår i släktet Cernotina och familjen fångstnätnattsländor. Inga underarter finns listade i Catalogue of Life.